# Mou Zuoyun
Mou Zuoyun, conosciuto anche con la traslitterazione Mou Tso-yun (牟作雲T, 牟作云S, Móu ZuòyúnP; Tientsin, 18 settembre 1913 – 16 marzo 2007), è stato un cestista, allenatore di pallacanestro e dirigente sportivo cinese.
Fra i maggiori contributori dello sviluppo del basket in Cina, nel 2019 è stato inserito nel FIBA Hall of Fame.

## Carriera
Con la Repubblica di Cina ha disputato i Giochi olimpici di Berlino 1936.